# 布蒂夫利亞河
布蒂夫利亞河（烏克蘭語：Бутивля），是烏克蘭的河流，位於該國西部，屬於奧里亞瓦河的支流，發源自科羅斯蒂夫以西，流經利沃夫州，河道全長16公里，流域面積80平方公里。